# Oberdagobertshausen
Die ehemalige Siedlung Oberdagobertshausen (auch: Oberdabelshusen) lag etwa 1,5 Kilometer südwestlich der Dorfmitte von Dagobertshausen, einem heutigen Ortsteil von Malsfeld im nordhessischen Schwalm-Eder-Kreis.
Die Siedlung befand sich am östlichen Abhang des 392 m ü. NN hohen 
Hügelskopfs (früher Heidelbergskopf). Sie wurde im Dreißigjährigen Krieg, wahrscheinlich nach Brandschatzung durch Kroatische Reiter im Jahre 1636, zur Wüstung. Am Heydelberge fanden sich um 1725, bei den auf Landgraf Karls Befehl eingesandten Ortsbeschreibungen, Mauerreste, die auf Oberdagobertshausen gedeutet wurden. Geringe Reste und Fundamente finden sich noch heute vor dem großen Krater des ehemaligen Basaltsteinbruchs.
Koordinaten: 51° 4′ 37″ N, 9° 29′ 53″ O